# Гидросульфит натрия
Гидросульфи́т на́трия или бисульфи́т на́трия — химическое соединение, кислая соль натрия и сернистой кислоты с химической формулой NaHSO3. Зарегистрирован в качестве пищевой добавки с номером Е222, входит в категорию антиоксидантов и консервантов. В сухом состоянии не существует. Только в растворе концентрацией 30-40%. При кристаллизации гидросульфита образуется Na2S2O5 — метабисульфит или пиросульфит натрия.
Гидросульфит натрия не следует путать с дитионитом натрия, которого в зарубежной литературе называют sodium hydrosulfite.

## Свойства
- Обладает отбеливающими свойствами; хорошо растворим в воде.
- Взаимодействует с хлоратом калия (автокатализ) с бурным выделением сернистого газа[1][2] при большом избытке гидросульфита:

{\displaystyle {\mbox{KClO}}_{3}+{\mbox{6NaHSO}}_{3}\longrightarrow {\mbox{3Na}}_{2}{SO}_{4}+{\mbox{KCl}}+{\mbox{3SO}}_{2}\uparrow +{\mbox{3H}}_{2}{O}}

## Получение
- {\displaystyle {\mbox{NaOH}}}(разб.) {\displaystyle +{\mbox{SO}}_{2}\longrightarrow {\mbox{NaHSO}}_{3}}

- {\displaystyle {\mbox{NaHCO}}_{3}+{\mbox{SO}}_{2}}(гр.){\displaystyle \longrightarrow {\mbox{NaHSO}}_{3}+{\mbox{CO}}_{2}\uparrow }

- {\displaystyle 2{\mbox{Na}}_{2}{\mbox{S}}_{2}{\mbox{O}}_{4}+{\mbox{H}}_{2}{\mbox{O}}+{\mbox{HCl}}}(разб.){\displaystyle \longrightarrow 3{\mbox{NaHSO}}_{3}+{\mbox{S}}\downarrow +{\mbox{NaCl}}}, при комнатной температуре

- {\displaystyle 2{\mbox{Na}}_{2}{\mbox{S}}_{2}{\mbox{O}}_{4}+{\mbox{H}}_{2}{\mbox{O}}}(гор.){\displaystyle \longrightarrow 2{\mbox{NaHSO}}_{3}+{\mbox{Na}}_{2}{\mbox{SO}}_{3}{\mbox{S}}}

- {\displaystyle 2{\mbox{Na}}_{2}{\mbox{S}}_{2}{\mbox{O}}_{4}}(разб.){\displaystyle +2{\mbox{H}}_{2}{\mbox{O}}+{\mbox{O}}_{2}\longrightarrow 4{\mbox{NaHSO}}_{3}}

- {\displaystyle {\mbox{Na}}_{2}{\mbox{S}}_{2}{\mbox{O}}_{5}+{\mbox{H}}_{2}{\mbox{O}}{\xrightarrow {>80^{o}C}}2{\mbox{NaHSO}}_{3}}

## Применение
Гидросульфит натрия применяют в лёгкой, химической и других отраслях промышленности. В пищевой промышленности применяется как консервант или антиокислитель.
Гидросульфит натрия используется почти во всех идущих на экспорт винах для предотвращения окисления и сохранения вкуса. При консервировании фруктов применяется для предотвращения потемнения и для борьбы с микробами.
Используется как консервирующее средство, при белении и крашении тканей. При крашении натуральным индиго гидросульфит натрия используется как восстановитель для перевода его так называемый лейкоиндиго (восстановленную растворимую форму); после вымачивания ткани в растворе лейкоиндиго и дальнейшей сушки на воздухе под действием кислорода она приобретает синий цвет (лейкоиндиго окисляется до синего индиго).

## Токсичность и безопасность

### В косметике
Безопасность косметических продуктов постоянно находится под вопросом, поскольку компоненты постоянно меняются или обнаруживаются как потенциально вредные вещества. Сульфитные компоненты косметических ингредиентов, такие как гидросульфит натрия, прошли клинические испытания, чтобы выяснить их безопасность в косметических составах. Гидросульфит натрия действует как восстановитель и как средство для выпрямления волос. По состоянию на 1998 год бисульфит натрия использовался в 58 различных косметических продуктах, включая кондиционеры для волос, увлажняющие средства и краски для волос.
Окончательное исследование канцерогенности, генотоксичности, пероральной токсичности и клеточной токсичности гидросульфита натрия было проведено с использованием живых субъектов, таких как мыши и крысы. Международное агентство по изучению рака (МАИР) пришло к выводу, что не было обнаружено достаточных доказательств того, что гидросульфит натрия является канцерогенным. В определённых условиях, таких как уровень кислотности и концентрации, гидросульфит натрия был способен вызывать негативные изменения в геноме, такие как катализ трансаминирования, и индуцировать обмен сестринскими хроматидами, что предполагает возможную генотоксичность. В исследовании с использованием крыс линии Osbourne-Mendel был сделан вывод, что пероральная токсичность не была значительной, если потребляемая концентрация была менее 0,1% (615 частей на миллион в виде SO2). Исследование, проведённое в 1984 году, показало, что гидросульфит натрия не вызывает слияния мембран в печёночных и мышиных глиальных клетках и фибробластах человека, поэтому пероральная токсичность отсутствует. Эти клинические исследования пришли к выводу, что бисульфит натрия безопасен для использования в косметических препаратах.

### В качестве пищевой добавки
Как и в случае с косметической промышленностью, Европейская комиссия обратилась в Европейское агентство по безопасности продуктов питания (EFSA) с просьбой рассмотреть и определить, безопасно ли использование сульфитов в качестве пищевых добавок в свете новых научных технологий и информации. Так как гидросульфит натрия является известным сульфирующим соединением, он подвергся эксперименту. На основании клинических экспериментов на крысах и мышах Объединённый экспертный комитет ФАО/ВОЗ по пищевым добавкам (JECFA) пришёл к выводу, что допустимое суточное потребление в количестве 0,7 мг/кг массы тела гидросульфита натрия (в пересчёте на диоксид серы) не причинят вреда человеку, потребляющему это соединение в качестве пищевой добавки. Генотоксичность и канцерогенность исследовались так же, как и в косметических испытаниях, и в обоих случаях не было обнаружено никаких причин для беспокойства в отношении сульфитов.

### В текстильной промышленности
Антихлоровые вещества очень полезны в текстильной промышленности, потому что отбеливание соединений с использованием хлора является стандартной практикой. Однако использование бисульфита натрия при разложении избыточного гипохлорита может привести к образованию вредных побочных продуктов при контакте с водой в концентрациях, существующих для промышленного использования. Контакт с этими опасными побочными продуктами или даже с сильными концентрациями гидросульфита натрия может нанести вред окружающей среде и контакту с кожей. Сильные концентрации этих соединений могут загрязнять экосистемы, наносить вред животным и вызывать контактный дерматит у промышленных рабочих. Концентрации, которые могут привести к таким результатам, намного сильнее, чем концентрации, обсуждаемые в косметической и пищевой промышленности.